# Ernst Moritz Mungenast
Pour les articles homonymes, voir Moritz.
Ernst-Moritz Mungenast (1898-1964) est un romancier allemand de la première moitié du XXe siècle. Lorrain de cœur, il est l'auteur du roman Der Zauberer Muzot (Le Magicien Muzot).

## Biographie
Fils de Pierre Mungenast, un architecte autrichien, qui fut conducteur des travaux de la Cathédrale Saint-Étienne de Metz, entrepreneur de travaux publics  mais aussi commandant des pompiers de la ville de Metz et architecte du palais du gouverneur, et d'une mère originaire du Pays de Bitche (ou Bitcherland), Ernst Moritz Mungenast naît le 29 novembre 1898, à Metz,  chef-lieu du Bezirk Lothringen et ville de garnison animée d'Alsace-Lorraine. Avec sa ceinture fortifiée, Metz est à cette époque non seulement la première place forte du Reich allemand mais aussi la première place forte d'Europe. Mungenast est le onzième enfant d'une famille en comptant quinze, . 
Après des études secondaires au lycée de Metz, le jeune Mungenast est mobilisé par l'armée impériale allemande, et envoyé sur le front. Blessé à plusieurs reprises au cours du conflit, Ernst Moritz perd finalement un œil, ce qui lui vaut d’être réformé et libéré. Il poursuit alors ses études en littérature et en histoire de l'art à l’Université Humboldt de Berlin. 
À la fin de ses études, Ernst-Moritz Mungenast devient journaliste et rédacteur au Berliner Tageblatt. À partir de 1935, Mungenast vit de son art, comme écrivain et journaliste, à Stuttgart. Pendant la période nazie, il publie plusieurs livres et articles de propagande, notamment en faveur de l'identité allemande de la Lorraine[citation nécessaire]. 
En 1946, nostalgique de sa ville natale, Ernst-Moritz Mungenast revient à Metz, où il demeure jusqu'en 1953. Il repart ensuite pour l'Allemagne, dans la région de Stuttgart, où il s'éteignit le 3 septembre 1964.

## Son œuvre

### Romans
- Christoph Gardar. Christian, Horb, 1935.
- Die Halbschwester. Roman. Heyne, Dresden, 1937.
- Der Kavalier. Roman. Heyne, Dresden, 1938.
- Der Pedant oder Die Mädchen in der Au. Roman. Heyne, Dresden, 1939.
- Der Zauberer Muzot. Roman. Heyne, Dresden, 1939.
- Cölestin. Saar-Verlag, Saarbrücken, 1949.
- Hoch über den Herren der Erde. Roman. West-Ost-Verlag, Saarbrücken, 1950.
- Der Tanzplatz der Winde. Roman. Cotta, Stuttgart, 1957.

### Livres pour la jeunesse
- Der Held von Tannenberg. Ein Hindenburg-Buch für die Jugend. Herold-Verlag, Stuttgart, 1943.
- Die ganze Stadt sucht Günther Holk. Roman. Verlag Deutsches Jugendbuch, Frankfurt/Main, 1954.

### Pièces
- Willkommen oder nicht? Pièce en 5 actes. Unverkäufliches Bühnenmanuskript. Kaupert, Freudenstadt, 1941.

### Monographies
- Asta Nielsen, Hädecke, Stuttgart, 1929.

### Publications collectives
- Die Geschichte Lothringens in : Otto Meißner : Elsaß und Lothringen, Deutsches Land. Verlagsanstalt Otto Stollberg, Berlin, 1941 (p. 97-109).
- Das ist das Land Lothringen in : Otto Meißner : Elsaß und Lothringen, Deutsches Land. Verlagsanstalt Otto Stollberg, Berlin, 1941 (p. 177-182).
- Land und Leute in Lothringen in : Otto Meißner : Deutsches Elsaß, deutsches Lothringen. Ein Querschnitt aus Geschichte, Volkstum und Kultur, Verlagsanstalt Otto Stollberg, Berlin, 1942 (p. 86-96)

### Essais
- Der Mörder und der Staat. Die Todesstrafe im Urteil hervorragender Zeitgenossen. Hädecke, Stuttgart, 1928.
- Bunkergeschichten. Zusammengestellt und herausgegeben, Verlag Deutscher Volksbücher, Wiesbaden, 1940.

### Éditions en français
- Le Magicien Muzot, Éditions Serpenoise, Metz, 1986.
- La Demi-sœur Éditions Serpenoise, Metz, 1999.
- Christophe Gardar, Éditions Serpenoise, Metz, 1980.

### Sources
- Max Hildebert Böhm: E. M. Mungenast, der Künder Lothringens, in: Sudetendeutsche Monatshefte, Teplitz 1941.
- Marie-Josèphe Lhote: L'interculturalité de E. M. Mungenast dans ses romans lorrains, in : Pierre Béhar, Frontières, transferts échanges, transfrontaliers et interculturels. Lang, Bern, 2005, (pp. 195-205).
- Bernhard Zeller: Begegnung in der Bar. Erinnerung an Ernst-Moritz Mungenast, in : Doris Rosenstein, Anja Kreutz, Begegnungen. Facetten eines Jahrhunderts. Helmut Kreuzer zum 70. Geburtstag, Carl Böschen Verlag, Siegen, 1997.
- Laurent Commaille: Ernst-Moritz Mungenast et la Lorraine, in: Cahiers lorrains, n° 3-4, 1992, (pp. 545-555).